# Дим (филм)
Дим је југословенски филм из 1967. године. Режирао га је Слободан Косовалић, а сценарио су писали Слободан Косовалић и Борислав Пекић.

## Радња
Млади човек, пореклом Јевреј, дубоко је оптерећен последицама рата у којем је изгубио своје најближе. Сматра како је његова обавеза да се освети бившем заповеднику концентрационог логора у коме је страдала његова породица, након што се вратио из затвора после издржане минималне казне. Стицајем околности, планирана освета узима другачији обрт.

## Улоге
| Глумац               | Улога                               |
| -------------------- | ----------------------------------- |
| Милан Милошевић      | Георг Андерс                        |
| Павле Вуисић         | Габен                               |
| Јанез Врховец        | Зигфрид Неверман                    |
| Бранко Цвејић        | Зигфридов син                       |
| Северин Бијелић      | Рихтер полицајац 1                  |
| Милена Дравић        |                                     |
| Ђорђе Пура           | Црквењак                            |
| Ружица Сокић         |                                     |
| Рената Улмански      | Жена избачена на улицу              |
| Виктор Старчић       | Ледер професор историје             |
| Душан Тадић          | полицајац 2                         |
| Драгољуб Војнов      |                                     |
| Предраг Тасовац      | Фридрих                             |
| Мирко Милисављевић   | Фридрихов пријатељ                  |
| Александар Стојковић | Рибар                               |
| Сима Илић            |                                     |
| Радомир Поповић      |                                     |
| Мида Стевановић      | Радник на истовару пића             |
| Богосава Никшић      | Жена са псом (као Богосава Бијелић) |
| Душко Стевановић     |                                     |
| Борис Андрушевић     |                                     |